# Annika Aakjær
Annika Aakjær (Vodskov, 6 luglio 1982) è una cantante danese.

## Biografia
Annika Aakjær è salita alla ribalta nel 2008 con il suo album di debutto Lille filantrop, pubblicato su etichetta discografica Playground Music Scandinavia, che ha raggiunto la 18ª posizione della classifica danese. Il disco le ha fruttato un Årets Steppeulv per il miglior artista esordiente nel 2009 e una candidatura ai Danish Music Awards dello stesso anno per il miglior debutto. È stata inoltre in lizza per un premio P3 Guld nel 2010.
Sempre nel 2010 è uscito il secondo album Missionær, che è entrato in classifica al 19º posto. Due anni dopo la cantante è stata premiata dalla DJBFA, l'associazione dei cantautori danesi, con un riconoscimento speciale alle sue opere musicali. Sempre nel 2012 ha realizzato la colonna sonora del film d'animazione Gummi T, per la quale ha vinto un premio Robert alla migliore canzone originale.

## Discografia

### Album in studio
- 2008 – Lille filantrop
- 2010 – Missionær
- 2016 – Lykkens gang

### EP
- 2012 – Gummi T

### Singoli
- 2008 – Lille filantrop
- 2009 – Missionær
- 2010 – Pænhed er kommet til byen
- 2012 – Jelly T
- 2015 – Plads nok
- 2016 – Jeg gi'r
- 2016 – Alt hvad jeg vil sige
- 2018 – To ord
- 2018 – Dobbelt A
- 2018 – Håndklædet og ringen
- 2019 – Ost og ansjos
- 2019 – Jeg ved
- 2020 – Gå selv